# 山岡光太郎
山岡 光太郎（やまおか みつたろう、1880年（明治13年）3月7日 - 1959年（昭和34年）9月23日）は、日本のイスラーム・ユダヤ研究家。日本人としては記録上初めてメッカ巡礼を果たし、昭和期の日本においてイスラームを紹介する著作を多く発表した。ムスリム名はオマル。

## 経歴
1904年、東京外国語学校ロシア語科を一期生として卒業。日露戦争には陸軍通訳官として従軍。戦後は大原武慶中佐隷下の昌図軍政署に勤務。

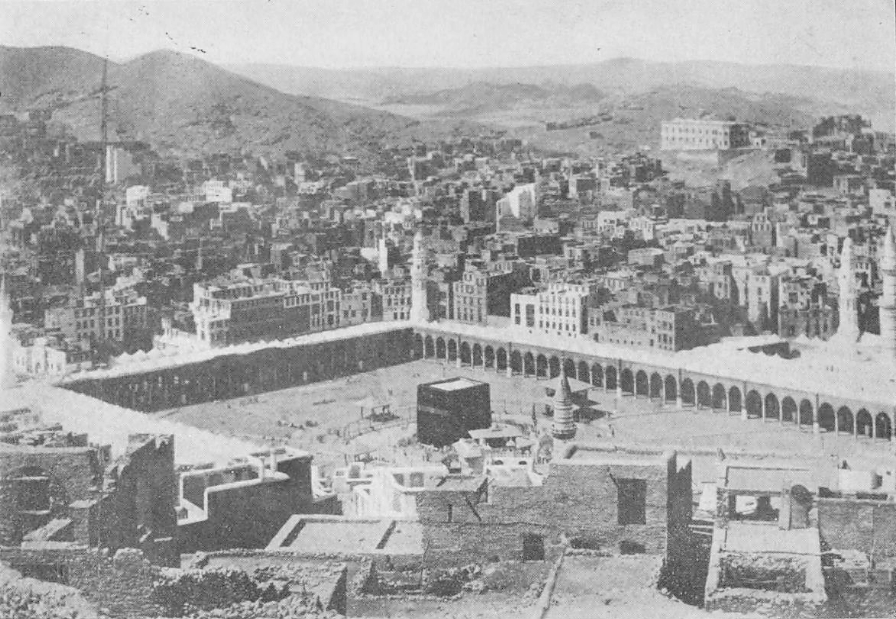
山岡が1909年に巡礼したころのメッカ

1909年、参謀本部の福島安正の命令でイスラーム世界の情報収集のためメッカ巡礼の旅へと出発する。離日していたアブデュルレシト・イブラヒムとボンベイで合流し、クルアーンの講義を受けた後に、同年12月にはメッカを巡礼した。その際、イブン・サウードに黒紋付姿で謁見している。その後アララト山、メディナ、ダマスカス、エルサレム、カイロ、コンスタンティノープル等の聖地を巡礼。ロシアを経由して1910年6月帰朝、1912年に『世界の神秘境 アラビヤ縦断記』を著した。同書は明治天皇の天覧、昭憲皇太后の台覧に仰せつかった。
1911年、武昌蜂起勃発に伴い黎元洪支援に従軍。
1912年から1920年にかけて「世界巡遊」に赴き、モロッコ、アルジェリア、チュニジア、カイロ、アレクサンドリアなど北アフリカの聖地、コンスタンティノープル、第一次世界大戦中の欧州・アメリカを遍歴。帰朝後の1921年に『回々（フイフイ）教の神秘的威力』を著す。

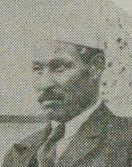
1924年、コンスタンティノープルにて

1923年よりカイロに1年、コンスタンティノープルに3年滞在し、1927年帰朝。
北京で終戦を迎える。
1954年、浮浪者として収容されていた大阪市原生館から堺市の福生園に入園。 1959年9月23日、老衰のため死去。享年79歳。

## 著書
- 『世界の神秘境 アラビヤ縦断記』東亜堂書房、1912年7月。NDLJP:1184116 NDLJP:2385840 NDLJP:2387865。
- 『特別任務』川流堂 小林又七、1912年12月。NDLJP:916739。
- 『回々教の神秘的威力』新光社、1921年11月。
- 『外遊秘話』飛龍閣、1922年7月。NDLJP:1018552 NDLJP:1078820。
- 『南米と中米の日本人』南米研究会、1922年9月。NDLJP:964489。
- 『アジアの二大運動（回教徒とユダヤ人）』渡部事務所、1928年10月。NDLJP:1174022。
- 『聖都から聖都へ（カイロ、エルサレム、コンスタンチノープル）』植田印刷所、1928年5月。NDLJP:1174796。
- 『血と銭』植田印刷所、1936年1月。